# Northern Natural Gas Pipeline
Northern Natural Gas Pipeline — трубопровідна система, споруджена для постачання природного газу з півдня США до району на захід від озера Мічиган.
Northern Natural Gas, введена в експлуатацію у 1930 році, стала першим трубопроводом, який мав постачати блакитне паливо за межі газопромислового регіону на північ від Мексиканської затоки. В результаті численних модернізацій станом на середину 2010-х років загальна довжина трубопроводів системи, діаметр яких коливається від 50 до 900 мм, досягла 14 700 миль. Робочий тиск при цьому становить від 0,3 до 11 Мпа. У складі Northern Natural Gas працює 51 компресорна станція, що забезпечує пропускну здатність у південній частині («зона родовищ») на рівні 17,5 млрд м3 та в північній («зона збуту») майже 60 млрд м3 на рік. Фактичний обсяг транспортування по системі у 2016 році становив 11,1 млрд м3.
Основна траса Northern Natural Gas починається на стику Техасу та Нью-Мексико у Пермському нафтогазоносному басейні. Після цього вона проходить через суміжні райони Техасу, Оклахоми та Канзасу, де розробляються басейни Анадарко та Хьюготон, та прямує через Небраску і Айову до Міннесоти. Окремі гілки заходять до Вісконсину, Мічигану та Південної Дакоти.
На півдні Northern Natural Gas має інтерконектори із системами західного спрямування — El Paso Natural Gas та Transwestern pipeline, які передусім орієнтовані на постачання Каліфорнії, проте в 1990-х роках отримали можливість роботи в бідирекціональному режимі. Також у «зоні родовищ» існують інтерконектори з іншими трубопроводами, спорудженим для постачання регіону Великих Озер — Panhandle  Eastern Pipeline та західними гілками ANR Pipeline і Natural Gas Pipeline Company of America.
В центральній частині системи Northern Natural Gas до неї може надходити блакитне паливо з басейнів Скелястих гір, зокрема через трубопроводи Cheyenne Plains Gas Pipeline та Trailblazer Pipeline.
У північні же зоні існують інтерконектори з газопроводами, через які транспортується канадський природний газ, як то Northern Border або Great Lakes Gas Transmission. Можливо відзначити, що на початку 2000-х більше половини ресурсу до системи надходило саме з Канади, тоді як на регіон Скелястих гір припадало близько 10 % поставок.
Разом з системою діють три підземні сховища газу активною ємністю 1,9 млрд м3 та чотири сховища ЗПГ загальним обсягом 0,1 млрд м3.